# Fresnes, Val-de-Marne
Fresnes este un oraș situat în arondismentul L'Haÿ-les-Roses, departamentul Val-de-Marne, în regiunea Île-de-France, Franța.
Primarul în funcție este Jean-Jacques Bridey, (ales pentru perioada 2002 - 2008), și care, în același timp, este și consilier general al departamentului Val-de-Marne.

## Geografie
Altitudinea variază între 45 m (min.) și 89 m (max.)
Suprafața: 3,58 km2
Populația: 25213 locuitori
Densitatea: 7043 locuitori/km2.
Fresnes e situat în aglomerația pariziană și este traversat de râul La Bièvre, care, din 2001 curge, din nou, în aer liber.
Localitățile limitrofe sunt: Antony la V, L'Haÿ-les-Roses la N, Chevilly-Larue la E, iar Rungis și Wissous la S.

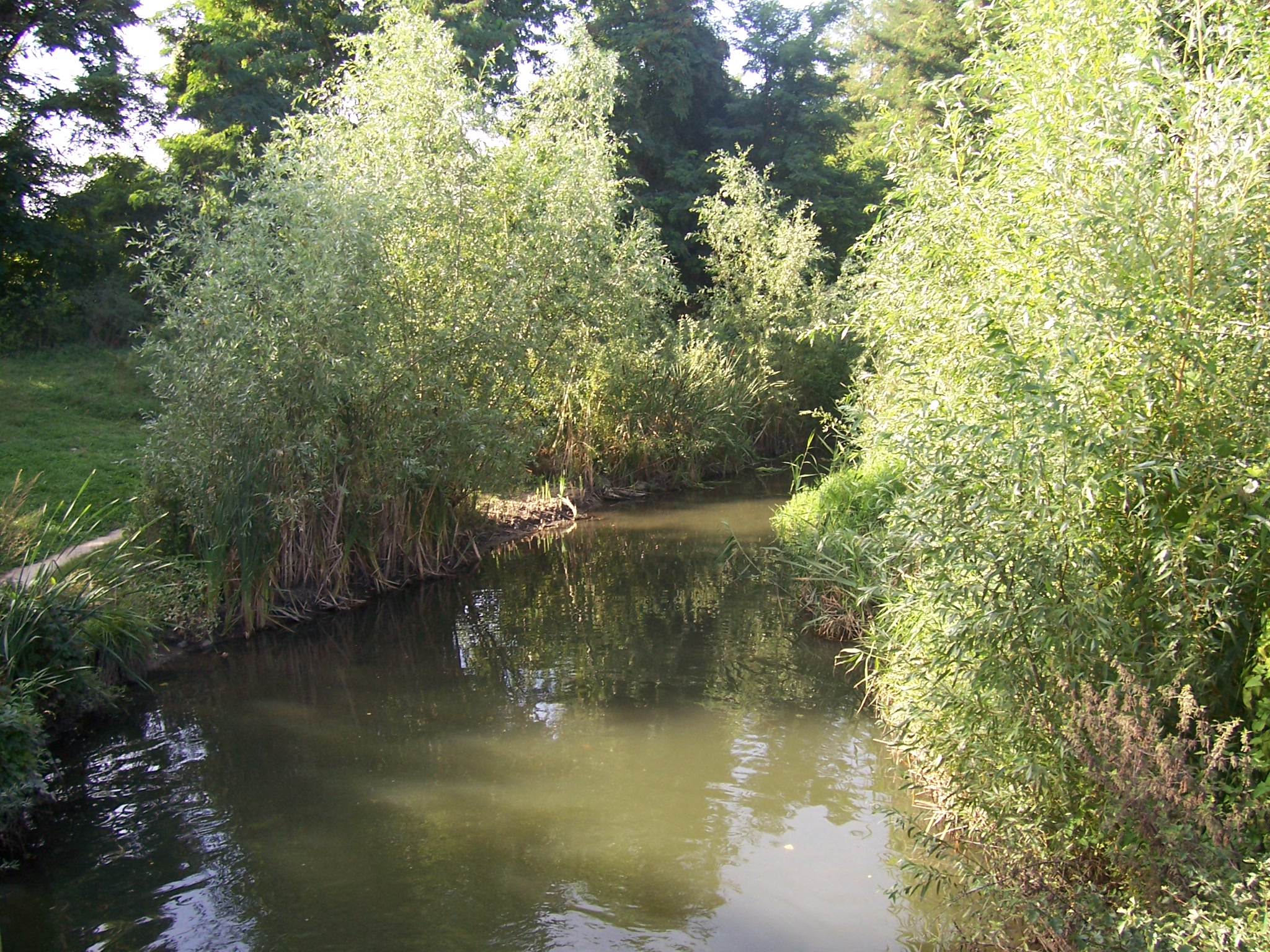
Râul La Bièvre

## Demografie
De la Revoluția franceză până în prezent, numărul populației orașului Fresnes a evoluat, în general, crescător: în 1794 erau 321 de locuitori, în 1901 erau 2400 de locuitori, în 1954 erau 7750 de locuitori, în 1975 erau 28.539 de locuitori, iar în 1999 erau 25213 locuitori.

## Istorie
Săpăturile arheologice au scos la iveală urmele unei necropole datând din secolul al VIII-lea, din epoca merovingiană. Prima atestare a localității (cu numele Fresnes) o avem din secolul al XII-lea. Numele localității provine de la numele arborelui «frêne» (cu ortografia din secolul al XII-lea), numit în limba română „frasin”: (fr.frêne „frasin” < Lat.fraxinus „frasin”).
La Fresnes se află o închisoare celebră în toată zona pariziană, de maximă siguranță. Aici, în timpul ocupației naziste, au fost închiși unii luptători din Rezistență, iar o parte dintre ei au fost uciși.

## Învățământ
La Fresnes funcționează 6 grădinițe, 6 școli elementare (primare), 3 colegii (echivalente cu gimnaziile din România), precum și un liceu. Liceul «Frédéric Mistral» din Fresnes a avut unul dintre cele mai înalte rate de reușită la Bacalaureatul din anul 2005.

## Transporturi
Orașul Fresnes se află la 12 kilometri de Paris. Pe șosea, poți ajunge la Fresnes pe șosea autostrăzile A 6 și A 86, ieșire Fresnes, pe drumul național (francez) RN 20, de la Porte d'Orléans, până la intersecția Croix de Berny, apoi direcția Fresnes - Centru.

## Convenții de cooperare
- România, județul Covasna, Aita Mare (cooperare descentralizată)

Există o asociație de cooperare, care susține această convenție, numită Association Fresnes - Aïta Mare (Roumanie).